# TSV Owschlag
Der Turn- und Sportverein Owschlag von 1920 ist ein Sportverein aus der Gemeinde Owschlag im Kreis Rendsburg-Eckernförde. Bekanntheit erlangte er vor allem durch seine Handball-Damenmannschaft, die bis zur Saison 2014/15 in der 3. Liga spielte.

## Geschichte der Handballabteilung
Der TSV Owschlag wurde 1920 gegründet und besaß im selben Jahr bereits eine Handball-Sparte. Nach dem Zweiten Weltkrieg war zunächst die Männer-Mannschaft die erfolgreichste im Verein: Sie stieg zur Saison 1975/76 das erste Mal in die Oberliga Schleswig-Holstein auf und konnte sich nach einem zwischenzeitlichen Wiederabstieg (1979) auch längerfristig dort etablieren. 1988 errang der TSV die Landesmeisterschaft, scheiterte aber in der Aufstiegsrunde zur Regionalliga Nord. Zehn Jahre später stiegen die Rendsburger aus der Oberliga ab und konnten anschließend nicht mehr in die höchste Landespielklasse zurückkehren.
Die erste Frauenmannschaft des Vereins stieg 2001 erstmals in die Oberliga auf und profitierte dabei von der erfolgreichen Jugendarbeit im Verein (Ende der 1990er-Jahre gewann man in der weiblichen Jugend mehrmals die Landesmeisterschaft). Sie  wurde 2006 Landesmeister und stieg damit in die Handball-Regionalliga Nordost auf. Dort etablierten sich die TSV-Frauen schnell in der Spitzengruppe: Bereits in der ersten Spielzeit wurden sie Vizemeister und konnten den zweiten Platz 2008 und 2010 wiederholen. Auch in der neu gegründeten Nord-Staffel der 3. Liga wurde der TSV Vizemeister. Zur Saison 2012/13 wurde man in die Ost-Staffel eingeteilt, was der Verein aufgrund der deutlich erhöhten Fahrtkosten scharf kritisierte. Seit 2014 trat der Verein wieder in der Nord-Staffel an.
Zur Saison 2015/16 schloss sich der TSV mit den Stammvereinen der bis 2014/15 bestehenden HSG Kropp-Tetenhusen, dem TSV Kropp und dem TSV Germania Tetenhusen, zur Handballgemeinschaft Owschlag-Kropp-Tetenhusen (HG OKT) zusammen.